# Maryna Moroz
Maryna Moroz (em ucraniano: Марина Мороз; Dnipropetrovsk, 9 de setembro de 1991) é uma lutadora de artes marciais mistas (MMA) ucraniana contratada pelo Ultimate Fighting Championship, onde ela compete na divisão Peso Palha. Maryna Moroz também é treinadora de mulheres em uma equipe ucraniana de boxe.

## Carreira no MMA
Moroz começou a praticar boxe ainda jovem. Ela começou a treinar artes marciais misturadas em 2013, por falta de oportunidade no boxe feminino profissional na Ucrânia. Ela fez sua estreia profissional em 2013 e acumulou um recorde de 4-0, antes de ingressar no Xtreme Fighting Championships.

### Xtreme Fighting Championships
Depois de um cartel de 4-0 no circuito regional, Moroz assinou com o Xtreme Fighting Championships. Moroz enfrentou Karine Silva em sua estreia no XFC Internacional 7, em 1 de novembro de 2014. Ela ganhou via chave de braço.

### Ultimate Fighting Championship
Moroz fez sua estreia no Ultimate Fighting Championship (UFC) contra Joanne Calderwood no dia 11 de abril de 2015, no UFC Fight Night: Gonzaga vs. Cro Cop 2. Moroz ganhou a luta via chave de braço.
Em sua próxima luta, Moroz enfrentou Valérie Létourneau no UFC Fight Night: Holloway vs. Oliveira. Ela perdeu a luta por decisão unânime.

## Cartel no MMA
| Cartel no MMA   |             |            |
| 14 lutas        | 11 vitórias | 3 derrotas |
| Por nocaute     | 1           | 0          |
| Por finalização | 6           | 0          |
| Por decisão     | 4           | 3          |

| Res.    | Cartel | Oponente           | Método                                     | Evento                                   | Data                    | Round | Tempo | Local                   | Notas                                                       |
| ------- | ------ | ------------------ | ------------------------------------------ | ---------------------------------------- | ----------------------- | ----- | ----- | ----------------------- | ----------------------------------------------------------- |
| Vitória | 11-3   | Mariya Agapova     | Finalização (triângulo de mão)             | UFC 272: Covington vs. Masvidal          | 5 de março de 2022      | 2     | 3:27  | Las Vegas, Nevada       |                                                             |
| Vitória | 10-3   | Mayra Bueno Silva  | Decisão (unânime)                          | UFC Fight Night: Lee vs. Oliveira        | 14 de março de 2020     | 3     | 5:00  | Brasília                |                                                             |
| Vitória | 9-3    | Sabina Mazo        | Decisão (unânime)                          | UFC on ESPN: Barboza vs. Gaethje         | 30 de março de 2019     | 3     | 5:00  | Filadélfia, Pensilvânia |                                                             |
| Derrota | 8-3    | Angela Hill        | Decisão (unânime)                          | UFC on Fox: Emmett vs. Stephens          | 24 de fevereiro de 2018 | 3     | 5:00  | Orlando, Florida        |                                                             |
| Derrota | 8-2    | Carla Esparza      | Decisão (unânime)                          | UFC Fight Night: Chiesa vs. Lee          | 25 de junho de 2017     | 3     | 5:00  | Cidade de Oklahoma      |                                                             |
| Vitória | 8-1    | Danielle Taylor    | Decisão (dividida)                         | UFC Fight Night: Rodríguez vs. Caceres   | 6 de agosto de 2016     | 3     | 5:00  | Salt Lake City, Utah    |                                                             |
| Vitória | 7-1    | Christina Stanciu  | Decisão (unânime)                          | UFC Fight Night: Rothwell vs. dos Santos | 10 de abril de 2016     | 3     | 5:00  | Zagreb                  |                                                             |
| Derrota | 6-1    | Valérie Létourneau | Decisão (unânime)                          | UFC Fight Night: Holloway vs. Oliveira   | 23 de agosto de 2015    | 3     | 5:00  | Saskatoon, Saskatchewan |                                                             |
| Vitória | 6-0    | Joanne Calderwood  | Finalização (chave de braço)               | UFC Fight Night: Gonzaga vs. Cro Cop II  | 11 de abril de 2015     | 1     | 1:30  | Cracóvia                | Estreia no UFC.                                             |
| Vitória | 5-0    | Karine Silva       | Finalização (chave de braço)               | XFCI - XFC International 7               | 1 de novembro de 2014   | 1     | 3:27  | São Paulo               | Quartas de final do torneio feminino do XFCI no peso-palha. |
| Vitória | 4-0    | Ilona Avdeeva      | TKO (interrupção médica)                   | IMAT - Moroz vs. Avdeeva                 | 7 de setembro de 2014   | 1     | 1:15  | Moscou                  |                                                             |
| Vitória | 3-0    | Jin Tang           | Finalização (chave de braço em linha reta) | Kunlun Fight 8 - World Tour              | 24 de agosto de 2014    | 1     | 3:50  | Leshan                  |                                                             |
| Vitória | 2-0    | Feier Huang        | Finalização (chave de braço)               | Kunlun Fight 5 - World Tour              | 1 de junho de 2014      | 1     | 2:52  | Leshan                  |                                                             |
| Vitória | 1-0    | Yana Kuzioma       | Finalização (chave de braço)               | OC - Oplot Challenge 89                  | 23 de novembro de 2013  | 2     | 1:12  | Carcóvia                |                                                             |